# メジロアンタレス
メジロアンタレスは日本の競走馬である。1984年秋、及び1987年春の中山大障害に優勝した。

## 経歴

### 初出走 - 1983年
1981年10月に初出走を行い、12月に5戦目で初勝利を挙げた。1982年は芝中距離を中心に出走し2勝を挙げたが、準オープンとなってからは4着が最高であり、同年12月にディセンバーステークスで7着に敗れたのを最後に障害競走に転じた。
1983年1月6日に中山競馬場で障害初出走を行い、同月29日に3戦目で初勝利。そのまま連闘で東京障害特別（春）に出走した。レースは1番人気の1番人気のモンタアローがスタートで後脚をぶつけて行き脚がつかず、2番人気のホウヨウスペンサーは向こう正面の障害で転倒する波乱の展開となり、メジロアンタレスは早め先頭に立ったオキノサキガケに3秒の大差をつけられたものの、直線追い込んだヤクモファントムを抑えて2着となった。その後、膝骨膜炎のため3ヶ月の休養をはさみ、5月の復帰戦となった東京競馬場の障害オープンでオープン初勝利を挙げた。それからもオープンで好走を続け、秋の京都大障害では先行したフリートマウントの2着となった。しかし12月初めの阪神障害ステークス（秋）では障害無敗のブルキング、ロングローラーから2秒以上遅れた4着に終わり、初めて出走した暮れの中山大障害では大竹柵で転倒し、競走を中止した。

### 1984年 - 1985年
1984年は1月の障害オープンで6頭立ての3着、続く東京障害特別（春）でも後方のまま9頭立ての7着に敗れるなど不調であり、春の大障害でも6頭立ての最低人気という状況だった。しかし、圧倒的1番人気のキングスポイントが水濠で故障し、続く障害を越えた後に競走中止。2番人気のオキノサキガケも飛越が悪く、大竹柵を越えて最後方に下がった。先頭に立っていたメジロアンタレスは大土塁の飛越でメジロジュピターに交わされたもののそのまま2着を確保。6頭立てながら連複108.3倍の波乱となった。5月の京都大障害では直線で後退して5着に終わり、その後オープンの新潟障害ステークスと中山のオープンに連勝したものの、秋の東京障害特別では他馬より2kg以上重い61kgで出走して5着に終わった。
暮れの中山大障害は7頭が出走。メジロアンタレスは出ムチを入れてハナを主張したが、最初の障害を越えて1番人気ライバコウハクが先頭に立つ。メジロアンタレスは大竹柵でややバランスを崩すものの他は安定した飛越で2番手を進み、直線を向いて逃げるライバコウハクをゴール手前で捕らえて優勝。同年の最優秀障害馬に選出された。
1985年は1月の障害勝入で3着、続く東京障害特別でも不良馬場のなか追走がままならず、1着のピーチシャダイから3秒差の5着に敗れた。春の大障害では先行していたため大竹柵での後続の大量落馬には巻き込まれなかったものの、大土塁を越えて徐々に後退していき、優勝したブルーフラールから大差の3着となった。その後夏から秋にかけてオープン競走に出走したが勝てず、秋の東京障害特別は直線で内からオンワードボルガに並びかけようとしたが、最後は逆に離されて3馬身差の2着、秋の大障害は水濠と大竹柵でバランスを崩して3着に敗れ、結局この年は未勝利に終わった。

### 1986年以降
年が明けて1月の障害オープンで勝利を挙げたが、その後骨膜炎のため10ヶ月の休養を余儀なくされる。11月の東京競馬場での復帰初戦はスタンド前の最初の土塁で落馬競走中止し、続く中山のオープンでも5着に敗れ、中山大障害は先行のまま、優勝したハッピールイスから1.7秒差の3着という結果だった。
1987年は初戦の障害勝入で勝利。続く東京障害特別は63kgを背負って後方のまま5着に敗れたが、中山の障害勝入2着の後に出走した中山大障害では大逃げを打つライバコウハクを見ながら2番手を追走し、第3コーナーにある最後の坂路を越えて先頭に立ち、そのまま1番人気のトウショウドリームの追撃を3馬身差振り切って、9歳にして2度目の大障害優勝となった。この勝利で獲得賞金が3億5000万円を越え、グランドマーチスの障害最多獲得賞金額を更新した。
秋は障害オープンを2戦して中山大障害に向かった。いつものようにライバコウハクの2番手を進んでいたが、ライバコウハクは大竹柵の次の障害で転倒。メジロアンタレスはかわって先頭に立ったが、最後の坂路でシノンシンボリに抜け出されてそのまま2着に敗れ、これを最後に引退となった。
その後は馬事公苑でオキノサキガケ、メジロジュピター、ハッピールイスなどと共に乗馬として生活し、後年は競馬学校に移動した。

## 血統表
| メジロアンタレスの血統（パーソロン系/アウトクロス） | メジロアンタレスの血統（パーソロン系/アウトクロス）   | メジロアンタレスの血統（パーソロン系/アウトクロス） | （血統表の出典） | （血統表の出典） |
| 父 メジロゲッコウ 1968 鹿毛                         | 父の父*パーソロン Partholon 1960 鹿毛                 | Milesian                                            | My Babu          | My Babu          |
| 父 メジロゲッコウ 1968 鹿毛                         | 父の父*パーソロン Partholon 1960 鹿毛                 | Milesian                                            | Oatflake         |                  |
| 父 メジロゲッコウ 1968 鹿毛                         | 父の父*パーソロン Partholon 1960 鹿毛                 | Paleo                                               | Pharis           | Pharis           |
| 父 メジロゲッコウ 1968 鹿毛                         | 父の父*パーソロン Partholon 1960 鹿毛                 | Paleo                                               | Colonice         |                  |
| 父 メジロゲッコウ 1968 鹿毛                         | 父の母メジロボサツ 1963 栗毛                          | *モンタヴァル                                       | Norseman         | Norseman         |
| 父 メジロゲッコウ 1968 鹿毛                         | 父の母メジロボサツ 1963 栗毛                          | *モンタヴァル                                       | Ballynash        |                  |
| 父 メジロゲッコウ 1968 鹿毛                         | 父の母メジロボサツ 1963 栗毛                          | メジロクイン                                        | シマタカ         | シマタカ         |
| 父 メジロゲッコウ 1968 鹿毛                         | 父の母メジロボサツ 1963 栗毛                          | メジロクイン                                        | コウゲン         |                  |
| 母 メジロオーサカ 1970 鹿毛                         | 母の父メジロサンマン 1963 鹿毛                        | Charlottesville                                     | Prince Chevalier | Prince Chevalier |
| 母 メジロオーサカ 1970 鹿毛                         | 母の父メジロサンマン 1963 鹿毛                        | Charlottesville                                     | Noorani          |                  |
| 母 メジロオーサカ 1970 鹿毛                         | 母の父メジロサンマン 1963 鹿毛                        | *パラデイシア                                       | Aureole          | Aureole          |
| 母 メジロオーサカ 1970 鹿毛                         | 母の父メジロサンマン 1963 鹿毛                        | *パラデイシア                                       | Chenille         |                  |
| 母 メジロオーサカ 1970 鹿毛                         | 母の母*ドニタスヴィクトリー Donitas Victory 1958 鹿毛 | War Admiral                                         | Man o'War        | Man o'War        |
| 母 メジロオーサカ 1970 鹿毛                         | 母の母*ドニタスヴィクトリー Donitas Victory 1958 鹿毛 | War Admiral                                         | Brushup          |                  |
| 母 メジロオーサカ 1970 鹿毛                         | 母の母*ドニタスヴィクトリー Donitas Victory 1958 鹿毛 | Donitas First                                       | Reaping Reward   | Reaping Reward   |
| 母 メジロオーサカ 1970 鹿毛                         | 母の母*ドニタスヴィクトリー Donitas Victory 1958 鹿毛 | Donitas First                                       | My Risk F-No.2-n |                  |